# تل قرطل
تل قرطل (به عربی: تل قرطل) یک روستا در سوریه است که در استان حما واقع شده‌است.

## خصوصیات
تل قرطل ۲٬۰۷۹ نفر جمعیت دارد.